# 199

199(백구십구)는 198보다 크고 200보다 작은 자연수다.

## 수학
- 46번째 소수(素數)다. 앞의 소수는 쌍둥이 소수인 197, 다음 소수는 211이다.
- 11번째 뤼카 수다. 앞의 뤼카 수는 123, 다음은 322이다.
- 12번째 중심있는 삼각수다. 앞의 중심있는 삼각수는 166, 다음은 235다.
- {\displaystyle 199=61+67+71}
  - 연속하는 세 소수(素數)의 합으로 나타낼 수 있으며, 이 성질을 지닌 앞의 수는 187, 다음 수는 211이다.
- {\displaystyle 199=31+37+41+43+47}
  - 연속하는 소수(素數) 5개의 합으로 나타낼 수 있으며, 이 성질을 지닌 앞의 수는 181, 다음 수는 221이다.
- {\displaystyle 199=3^{2}+4^{2}+5^{2}+6^{2}+7^{2}+8^{2}}
  - 연속하는 자연수 6개의 제곱합으로 나타낼 수 있으며, 이 성질을 지닌 앞의 수는 139, 다음 수는 271이다.

## 과학
- NGC 199: 물고기자리 방향에 있는 렌즈형은하.

## 교통
- 일본 199번 국도(일본어판): 후쿠오카현 기타큐슈시 모지구에서 기타큐슈시 야하타니시구까지 이어지는 일본의 국도.
- 현도 제199호선

## 군사
- U-199(영어판, 독일어판): 제2차 세계 대전에 사용된 나치 독일의 군용 잠수함.

## 문화유산
- 대한민국의 국보 제199호: 경주 단석산 신선사 마애불상군
- 대한민국의 보물 제199호: 경주 남산 신선암 마애보살반가상
- 대한민국의 사적 제199호: 서울 선릉과 정릉

## 방송
- IPTV의 복지TV 채널 번호.
- B tv 케이블의 연합뉴스경제TV 채널 번호.

## 기타
- 연도: 199년, 기원전 199년